# Jan Gay
Jan Gay, ursprungligen Helen Reitman, född 14 februari 1902 i Leipzig, död 12 september 1960 i San Rafael i Kalifornien, var en amerikansk journalist, översättare, författare, sexualforskare och aktivist.

## Biografi
Jan Gays föräldrar, gynekologen och anarkisten Benjamin Lewis Reitman och konsertpianisten May Schwartz, separerade då hon var två år. Hon flyttade då med sin mor till sin mormor i Adams County, Illinois. Efter studier vid Missouri University of Journalism började hon 1922 arbeta på Chicago Examiner. Först efter 18 år sökte hon upp sin kände far, som också bodde i USA, men hade därefter inte någon större kontakt med honom. Omkring 1927 träffade hon Eleanor Byrnes. De blev ett par och flyttade till New York. Samma år gjorde de en resa till Mexiko. År 1927 tog de nya namn, Jan Gay och Zhenya Gay, i samband med en resa till London. Namnen behöll de resten av sina liv.
År 1930 skrev Jan Gay en barnbok, Pancho and His Burro. Zhenya illustrerade boken och det blev den första av 45 barnböcker som hon kom att illustrera. 
Jan Gay blev allt mer inriktad på studier av sexualitet och särskilt homosexualitet. Tillsammans med Zhenya besökte hon i slutet av 1920-talet Magnus Hirschfelds Institut für Sexualwissenschaft i Berlin. År 1931 återvände de med ett fartyg från Bremen till USA. Under tiden i Europa hade de besökt många naturist-anläggningar i Tyskland och Schweiz, vilket fick Jan Gay att skriva boken On Going Naked, som publicerades i USA 1932 med illustrationer av Zhenya. Boken blev en stor framgång och gav inkomster så de kunde öppna en egen naturistanläggning med namnet Out-of-Doors Club i Highlands, New York. 
Boken blev anpassad till en "roadshow film" med titeln Back to Nature, som visades runt om i USA sommaren 1933. För att marknadsföra boken, filmen och Out-of-Doors Club bjöd Jan Gay in journalister från Associated Press, United Press och NEA Service för att de skulle få se och skriva om anläggningen. The Out-of-Door Club blev en av dåtidens mest exklusiva och berömda naturistanläggning i USA och bidrog till denna nya folkrörelse, som hade inletts i USA kring 1930. Som ansvarig för anläggningen intervjuade Jan Gay alla besökare innan de tilläts komma in.
I Tyskland hade hon undervisats av Magnus Hirschfeld i vetenskaplig metodologi och intervjuteknik och påbörjat sitt arbete med ”gay studies”. Detta fortsatte, hon genomförde mer är 300 intervjuer med lesbiska kvinnor i Berlin, Paris, London och New York. Hon ville nu publicera studierna och starta en rörelse för avkriminalisering av homosexualitet i USA. Hon fick rådet att då samarbeta med medicinska fackmän om publicering skulle bli möjlig. År 1935 utvecklade hon en "Committee for the Study of Sex Variants, Inc" och genomförde kompletterande intervjuer tillsammans med George W. Henry. Resultaten kom att publiceras i boken Sex Variants, A Study of Homosexual Patterns.